# Herrenknecht
Herrenknecht AG est une entreprise allemande fondée par Martin Herrenknecht spécialisée dans la construction de tunneliers de toute taille, leader mondial pour les gros tunneliers. Son siège est à Schwanau. En 2008, l'entreprise comptait 1 850 salariés en Allemagne et en Chine.

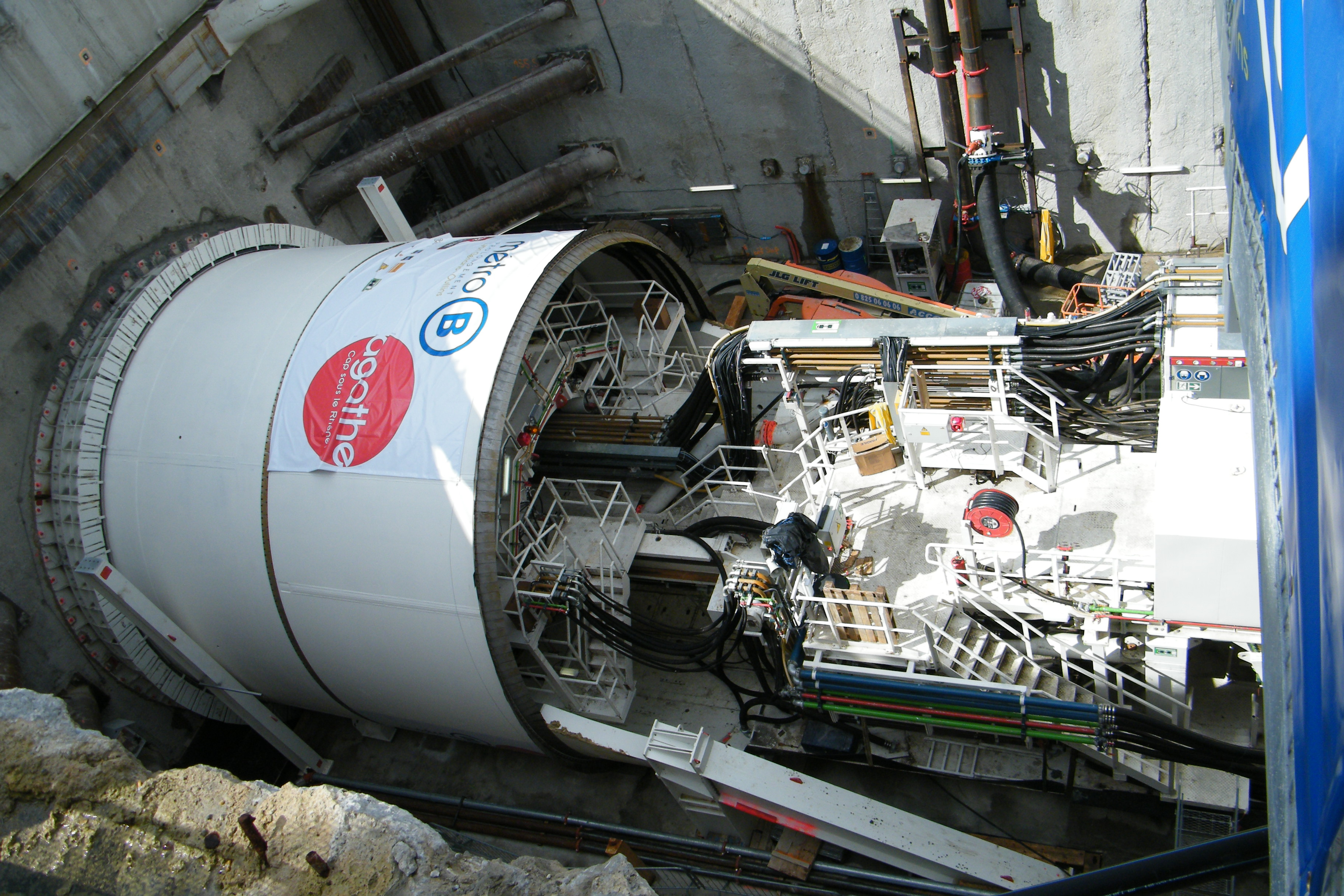
Tunnelier Agathe construit par la société Herrenknecht pour le prolongement de la ligne B du métro de Lyon.
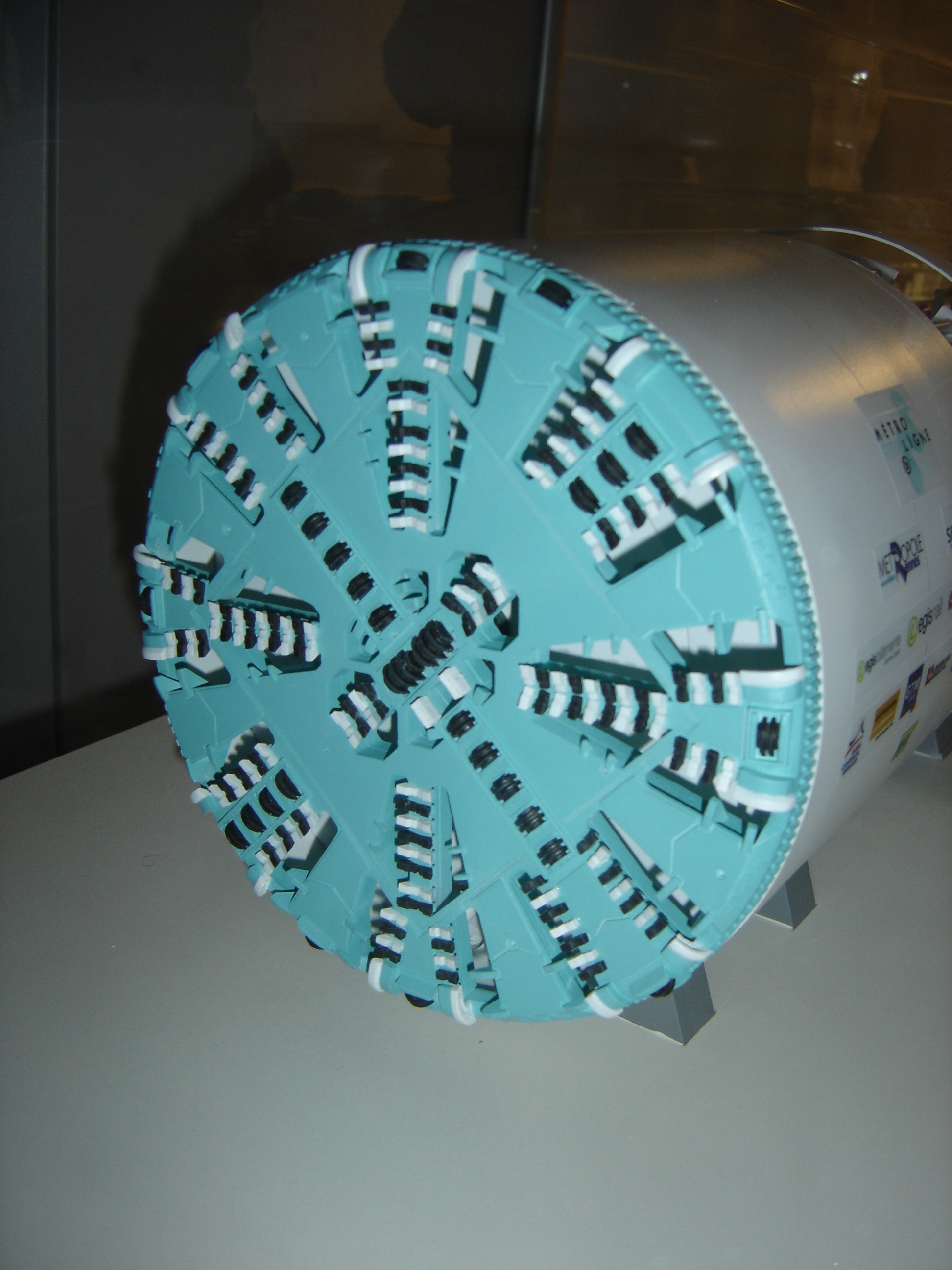
Maquette du tunnelier Élaine construit par la société Herrenknecht pour la création de la ligne B du métro de Rennes.
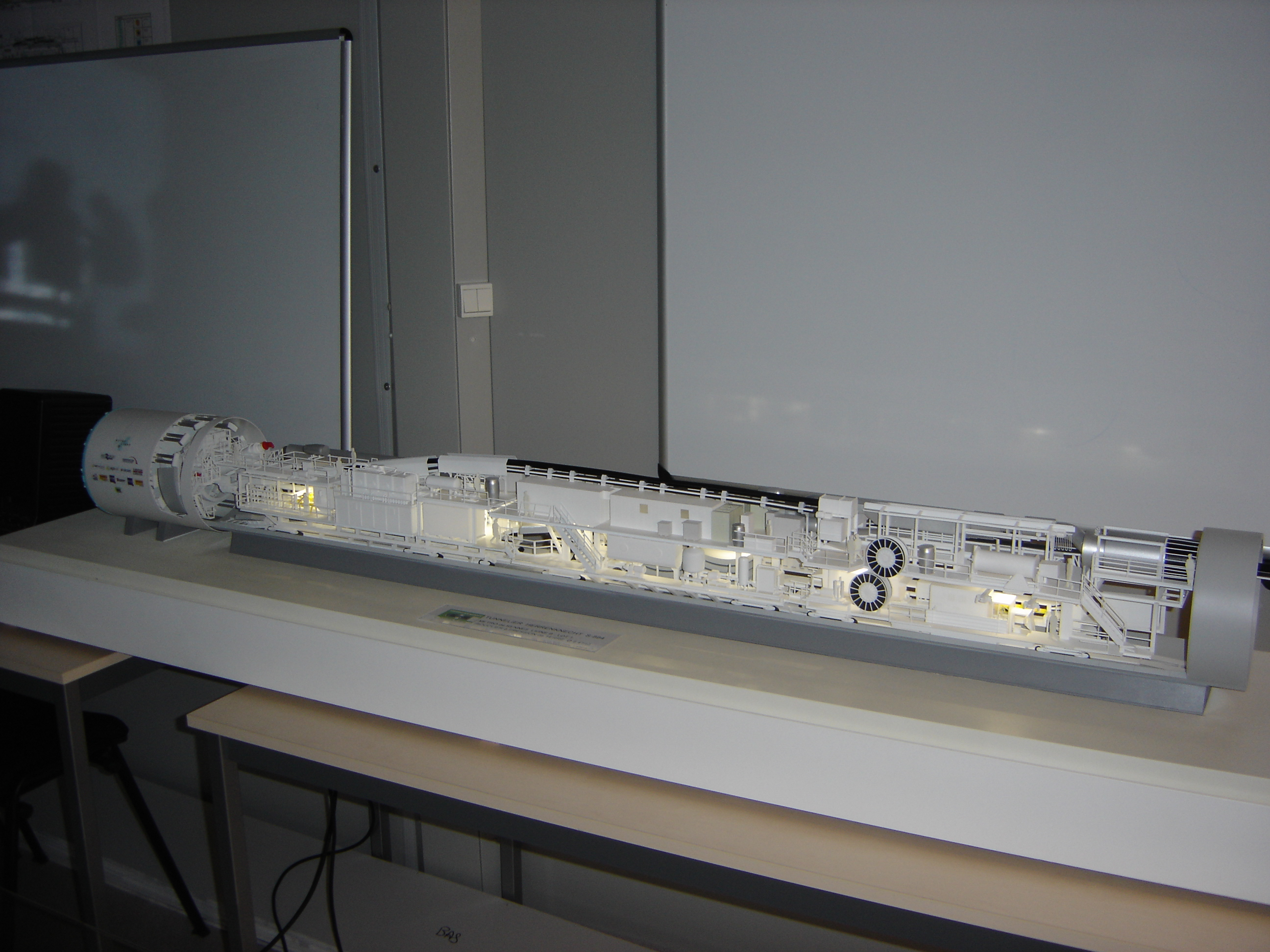
Maquette du tunnelier Élaine pour la création de la ligne B du métro de Rennes.